# 伊特·珍
伊特·珍（本名為詹姆塞塔·霍金斯（Jamesetta Hawkins），1938年1月25日—2012年1月20日），美國藍調、R&B歌手。60年代到70年代隸屬於Chess Records時，演唱了多首如「Tell Mama」等膾炙人口的歌曲。
珍曾榮獲4座葛萊美獎與17座藍調音樂獎。她在1993年時進入搖滾名人堂、在2001年進入藍調名人堂、在1999年與2008年時也進入過葛萊美名人堂。1950年代與1960年代間，她是最成功的藍調與節奏藍調歌手。「At Last」搭配了電影、電視節目、廣告讓她紅透半邊天。珍有女低音的音域。

## 來歷
1938年1月25日出生於加州洛杉磯，父親為義大利人、母親為非裔美國人，由祖父母撫養長大。幼年時進入浸信會，並學會唱福音音樂。12歳時，伊特與母親一起移居舊金山，不久與兩位女性朋友組成合唱團（vocal group）。在她14歲時，這個團體被著名的樂團主唱強尼·奧蒂斯（Johnny Otis）相中，邀請他們在她的演唱會後進入飯店，並當場試聽。聽說當時演唱的是與漢克·巴拉德（Hank Ballard and The Midnighters）的「Work With Me Annie」相仿的歌曲「Roll With Me Henry」。奧蒂斯十分中意這首曲子，並成為依特在洛杉磯Modern Records唱片公司簽約的中間人。
1954年，這首曲子被收入同唱片公司的首張精選輯，但曲名因為可能造成性聯想的緣故，而改名為「The Wallflower」。該曲於1955年正式發行，並締造了R&B排行榜的第一名紀錄。在Modern時，也誕生了如「Good Rockin' Daddy」（同排行榜第6名）的暢銷作品。
1960年，與Chess Record簽約。在這裡，一直到1976年唱片公司倒閉前長期隸屬，伊特獲得了在職業生涯中最大的成功收入。初期，在同唱片公司旗下的Argo Records發行專輯。「At Last」（1961年）締造了R&B排行榜第二名的佳績，也成為了她的代表作之一。這首曲子象徵著當時伊特為流行歌曲增添另一份色彩，1964年的演唱會專輯「Rock The House」粗暴地將藍調以咆哮方式呈現。此外在Argo時期，曾與當Moonglows的成員Harvey Fuqua組成二重唱，留下了如「If I Can't Have You」等的歌曲。
在Chess中期，轉移到同唱片公司旗下的Cadet Records，發行了如「Tell Mama」、「I'd Rather Go Blind」等含有靈魂樂色彩的專輯。
在Chess倒閉後，接連在MCA、Fantasy等唱片公司發表作品，但在她的職業生涯中僅是輕描淡寫。不過1988年的「Seven Year Itch」，讓她慢慢重新展現佳績。1992年的「The Right Time」由原來大西洋唱片的製作人傑利·魏思勒（Jerry Wexler）捉刀，展現了強而有力的R&B風格。另一方面，接下來的「Mystery Lady」一改爵士的曲風，演唱比莉·霍利戴數首令人懷念的歌曲。
伊特雖然順利發行許多專輯，但從當歌手開始長期服藥的逸聞也廣為人知。又在90年代以後過度的肥胖也造成問題。懶得親自走路，2003年登台時甚至以電動車上台。2003年，伊特進行了胃繞道手術治療，成功減重90公斤以上。

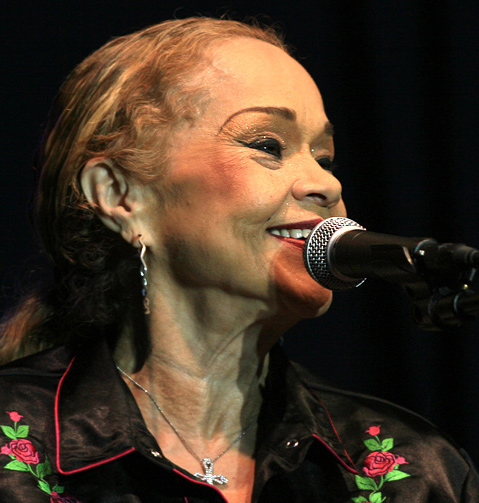
2006年7月

其後發行了「骨子藍調（Blues to the Bone）」（2004年）、「始終如一（All the Way）」（2006年）等專輯。
2008年於全美公開的電影「藍調傳奇」由碧昂絲飾演Chess Record時期的伊特。
前往日本公演過一次。1992年時曾為了在東京巨蛋舉辦的花花公子爵士節（Playboy Jazz Festival）到訪日本。

## 健康狀態惡化及引退
2011年1月，伊特健康狀況惡化，丈夫將她的資產管理進入法律程序。根據報導，伊特患有癡呆症，並有報導指出其罹患白血病。同年八月更傳出死訊，但事後證實為錯誤報導。
2011年10月，伊特發布新譜「The Dreamer」。並藉由這個作品發表的機會，表明引退的決定。

## 逝世
2012年1月20日，正在養病中的伊特，在74歲生日之前於美國加州去世，據其經紀人指出，伊特死於白血病的併發症，享年73歲。

## 音樂才能

### 影響
珍影響了各種不同範疇的音樂家，例如美國的戴安娜·羅絲（Diana Ross）、珍妮絲·賈普林（Janis Joplin）、谢梅基娅·科普兰（Shemekia Copeland）、亚历克斯·米尔斯（Alex Mills）、洛·史都華（Rod Stewart）、克莉絲汀·阿奎萊拉（Christina Aguilera）、甚至是帕拉莫爾的海莉·威廉斯（Hayley Williams）與英國的滾石樂隊與愛黛兒（Adele）。

## 個人生活

### 碧昂絲與歐巴馬總統
歌手碧昂絲為總統巴拉克·歐巴馬與第一夫人蜜雪兒·歐巴馬在2009年美國總統就職禮入主白宮後的第一支舞演唱「At Last」。表演後雖然頗受好評，但珍於2009年1月28日在西雅圖派拉蒙戲院演出時做出回應
|  | 你們都知道你們的總統吧？那個有著一雙大耳朵的那個？等等，他不是我的總統。他可能是你的總統；但絕不是我的。但我告訴妳，有個女人為他演唱，還演唱我的歌。……真想打她的屁股。碧昂絲很棒？就像我剛剛講的，她不是我的。……我無法忍受碧昂絲。她沒有能力站在那裡，在那種場合唱歌，唱著我長久以來一直演唱的歌。 |

美聯社（AP）在2009年2月6日報導，珍在做出此評論時只是半開玩笑而已。

### 健康問題
珍2010年1月住院治療抗藥性金黃色葡萄球菌（MRSA）引起的感染。在她住院期間，她的兒子唐托（Donto）表示，珍被診斷出2009年罹患阿茲海默病，並把她以前對碧昂絲的言語攻擊歸於「藥物引起的失智症」。
在2011年，她被診斷上白血病，期後病情惡化，於2012年1月20日於醫院離去，死時距離74歲的生日只有5天。

## 音樂唱片名錄
- 1960年  At Last! (Argo)
- 1961年  The Second Time Around (Argo)
- 1962年  Sings for Lovers (Argo)
- 1963年  Top Ten (Argo)
- 1964年  Rocks the House (Argo)
- 1965年  The Queen of Soul (Argo)
- 1966年  Call My Name (Cadet)
- 1968年  Tell Mama (Cadet)
- 1970年  Sings Funk (Cadet)
- 1971年  Losers Weepers (Cadet)
- 1973年  Etta James (Chess)
- 1974年  Come a Little Closer (Chess)
- 1976年  Etta Is Betta Than Evah (Chess)
- 1978年  Deep In the Night (Warner Brothers)
- 1980年  Changes (MCA)
- 1986年  Blues in the Night, Vol.1: The Early Show (Fantasy) ※與艾迪·克林哈·文森合唱
- 1986年  Late Show, Vol. 2: Live at Maria's Memory Lane Supper Club (Fantasy)※與艾迪·克林哈·文森合唱
- 1988年  Seven Year Itch (Island)
- 1990年  Stickin' to My Guns (Island)
- 1992年  The Right Time (Elektra)
- 1994年  Mystery Lady: Songs of Billie Holiday (Private Music)
- 1994年  Live from San Francisco (On the Spot)
- 1995年  Time After Time (Private Music)
- 1997年  Love's Been Rough on Me (Private Music)
- 1998年  Life, Love & the Blues (Private Music)
- 1998年  12 Songs of Christmas (Private Music)
- 1999年  The Heart of a Woman (Private Music)
- 2000年  Matriarch of the Blues (Private Music)
- 2001年  Blue Gardenia (Private Music) 藍色梔子花
- 2002年  Burnin' Down the House: Live at the House of Blues (Private Music) 火燒房屋
- 2003年  Let's Roll (Private Music) 勇往直前
- 2004年  Blues to the Bone (RCA Victor) 骨子藍調
- 2005年  The Complete Modern and Kent Recordings (Ace)
- 2006年  All the Way (RCA Victor) 始終如一

## 腳註
1. ↑  歌壇常青樹埃塔-詹姆斯週五去世享年73歲[永久]，國際財經日報2012年1月20日
2. ↑  黃啟霖. . 中央廣播電台. 2012-01-21  [2012-01-27]. （原始内容存档于2012-07-15）. 美國藍調先驅歌手伊特珍(Etta James)的經紀人戴李昂(Lupe De Leon)說，伊特珍因為白血病併發症，20日凌晨在加州河邊鎮(Riverside)的一家醫院去世，享壽73歲。
3. ↑  . 自由時報. 2012-01-21  [2012-01-27]. 外電報導，根據美國藍調先驅伊特珍（Etta James）經紀人的證實，曾獲6座葛萊美獎的伊特珍已於今日凌晨音白血病併發症去世，享壽73歲。[永久]
4. ↑  . 蘋果日報. 2012-01-21  [2012-01-27]. 50年代藍調女歌手伊特珍（Etta James）今天凌晨因白血病併發症去世，享壽73歲。她的經紀人已證實這項消息。[永久]
5. ↑  . MTV.com.   [2009-02-06]. （原始内容存档于2010-12-11）.
6. ↑  . wvec.com.   [2009-02-07]. （原始内容存档于2019-02-22）.

## 外部連結
- Etta James' Official website
- Etta James在互联网电影资料库（IMDb）上的資料（英文）
- Etta James - Jazz
- Etta James by Bonnie Raitt （页面存档备份，存于）